# Liste der Baudenkmale in Hastings
Die Liste der Baudenkmale in Hastings umfasst alle vom New Zealand Historic Places Trust (NZHPT) als „Historic Place“ oder „Historic Area“ eingestuften Baudenkmale und Flächendenkmale der neuseeländischen Ortschaft Hastings. Die Angaben stammen aus dem Register des NZHPT. Die Bezeichnungen der Baudenkmale orientieren sich an diesem Register. In die Liste werden auch bekannte Wahi Tapu (Area), kulturell und religiös bedeutsame Stätten und Gebiete der Māori, aufgenommen. Sie werden jedoch meist nicht publiziert.

| Bild                         | Bezeichnung                                                 | Ort      | Anschrift                                                                    | Beschreibung                                                                                   | Bauzeit                     | Eintrag           | Nummer | Kat. |
| ---------------------------- | ----------------------------------------------------------- | -------- | ---------------------------------------------------------------------------- | ---------------------------------------------------------------------------------------------- | --------------------------- | ----------------- | ------ | ---- |
| weitere Bilder               | Clock Tower                                                 | Hastings | Railway Road, Hastings Central Mall Karte                                    | Glockenturm                                                                                    | 1935                        | 24. Juni 2005     | 1075   | 1    |
| Hastings Municipal Buildings | Hastings Municipal Buildings                                | Hastings | Ecke 101 Hastings Street South und Heretaunga Street East Karte              | ehem. Verwaltungsgebäude                                                                       | 1916                        | 24. November 1983 | 0177   | 1    |
| weitere Bilder               | Hastings Municipal Theatre                                  | Hastings | 101 Hastings Street South Karte                                              | Theater, heute Opernhaus                                                                       | 1915                        | 28. Juni 1990     | 1096   | 1    |
| BW                           | Hastings Municipal Women’s Rest                             | Hastings | Ecke 201 Russell Street South, Eastbourne Street East und Civic Square Karte | Frauenruheraum                                                                                 | 1920–1921                   | 30. März 2007     | 1105   | 1    |
| BW                           | Martin House, Kamaka Pottery and Kilns                      | Hastings | 64 Valentine Road, Bridge Pa Karte                                           | Töpferei und Brennöfen                                                                         | 1970                        | 15. Dezember 2006 | 7686   | 1    |
| Medical and Dental Chambers  | Medical and Dental Chambers                                 | Hastings | Ecke 201 King Street North und Queen Street West Karte                       | Gebäude der Ärzte- und Zahnärztekammer                                                         | 1936                        | 27. Juni 2008     | 1077   | 1    |
| weitere Bilder               | St Matthew’s Anglican Church                                | Hastings | 207 Lyndon Road West Karte                                                   | anglikanische Kirche, Denkmal für den Ersten Weltkrieg                                         | 1885–1886                   | 19. März 1986     | 0179   | 1    |
| BW                           | Commercial Bank of Australia Building (Former)              | Hastings | 100 Queen Street East und Russell Street North Karte                         | Bankfiliale, ehemalige                                                                         | 1932/1933                   | 26. März 2006     | 1072   | 2    |
| Central Building             | Central Building                                            | Hastings | 201 Heretaunga Street West und 100 Market Street North Karte                 | Büro- und Geschäftshaus                                                                        | 1934                        | 26. März 2006     | 1073   | 2    |
| BW                           | Colonial Mutual Life Assurance Building (Former)            | Hastings | 120 Eastbourne Street East and Russell Street South Karte                    | Versicherungsfiliale, ehemalige                                                                | 1939 (ca.)                  | 22. Juli 2007     | 1076   | 2    |
| BW                           | Albert Hotel                                                | Hastings | 201 Heretaunga Street East und 100 Karamu Road South Karte                   | Hotel; 2014 abgerissen                                                                         | 1882 (ca.)                  | 26. März 2006     | 1079   | 2    |
| BW                           | Dominion Buildings                                          | Hastings | 110, 114, 120 Queen Street East und Civic Square Karte                       | Bürogebäude                                                                                    | 1907/1908                   | 30. Juni 2006     | 1080   | 2    |
| BW                           | Karamu Chambers (Former)                                    | Hastings | 124-126 Karamu Road North und Queen Street East Karte                        | Bürogebäude                                                                                    | 1935                        | 27. Juni 2008     | 1081   | 2    |
| BW                           | Cenotaph                                                    | Hastings | Civic Square (Verlängerung der Russell Street) Karte                         | Cenotaph                                                                                       | 1923                        | 14. April 2005    | 1083   | 2    |
| BW                           | Hastings Post Office (Former)                               | Hastings | 131 Russell Street North und Queen Street East Karte                         | Postamt, ehemaliges                                                                            | 1872                        | 27. Juni 2008     | 1087   | 2    |
| BW                           | Hawke’s Bay Farmers Building (Former)                       | Hastings | 200 Queen Street West und 124, 128 Market Street North Karte                 | Bürogebäude                                                                                    | 1929                        | 30. Juni 2006     | 1088   | 2    |
| BW                           | Hawke’s Bay Farmers Co-operative Association Limited Garage | Hastings | 206 Queen Street West Karte                                                  | Autowerkstatt                                                                                  | 1925                        | 26. Mai 2006      | 1095   | 2    |
| BW                           | Poppelwells Building                                        | Hastings | 117-125 Russell Street North Karte                                           | Ladengeschäft                                                                                  | 1924                        | 27. Juni 2008     | 1100   | 2    |
| BW                           | Public Trust Office (Former)                                | Hastings | 201 Karamu Road North and Queen Street East Karte                            | Verwaltungsgebäude                                                                             | 1926                        | 27. Juni 2008     | 1101   | 2    |
| BW                           | Stoneycroft                                                 | Hastings | 901 Omahu Road Karte                                                         | Wohnhaus                                                                                       | n.a.                        | 7. April 1983     | 1102   | 2    |
| BW                           | Villa d’Este                                                | Hastings | 341-351 Heretaunga Street West Karte                                         | Wohn- und Geschäftshaus                                                                        | 1929                        | 27. Juni 2008     | 1103   | 2    |
| weitere Bilder               | Westerman’s and Co. Building                                | Hastings | Ecke 101 Heretaunga Street East und Russell Street South Karte               | Läden und Café                                                                                 | 1931                        | 28. Juni 1990     | 0178   | 1    |
| weitere Bilder               | Greek Orthodox Church                                       | Hastings | 513 Heretaunga Street East Karte                                             | Kirche, griechisch-orthodoxe; bis Oktober 2008 St Mark’s Anglican Church mit Standort in Clive | n.a.                        | 7. April 1983     | 1032   | 2    |
| BW                           | Karamu                                                      | Hastings | Ormond Road Karte                                                            | Wohnhaus                                                                                       | n.a.                        | 7. April 1983     | 2744   | 2    |
| BW                           | Roachs’ Building (Former)                                   | Hastings | 244 Heretaunga Street West und King Street South Karte                       | Ladengeschäft                                                                                  | 1934                        | 27. Juni 2008     | 2787   | 2    |
| BW                           | Rainbow and Hobbs Building (Former)                         | Hastings | 124-126 Queen Street East Karte                                              | Bürogebäude                                                                                    | 1914 (ca.)                  | 27. Juni 2008     | 2788   | 2    |
| BW                           | Russell Street Historic Area                                | Hastings | Russell Street Karte                                                         | Geschäftsviertel                                                                               | 1931 (nach, meiste Gebäude) | 16. Dezember 1994 | 7020   | HA   |
| BW                           | Oak Avenue Historic Area                                    | Hastings | Ormond Road Karte                                                            | Baumallee                                                                                      | n.a.                        | 5. September 1985 | 7021   | HA   |
|                              | Puketapu                                                    | Hastings | Fernhill                                                                     |                                                                                                |                             |                   | 6712   | WT   |
|                              | Te Ana O Te Aomutua                                         | Hastings |                                                                              |                                                                                                |                             |                   | 7362   | WT   |
|                              | Mihiroa Rakau Pitopito                                      | Hastings | Pakipaki                                                                     |                                                                                                |                             |                   | 7411   | WT   |
|                              | Pakipaki Urupa                                              | Hastings | Pakipaki                                                                     | Begräbnisstätte                                                                                |                             |                   | 7452   | WT   |
|                              | Hera Te Upokoiri Urupa                                      | Hastings | Te Tua Station Ltd, 3005 State Highway 50                                    |                                                                                                |                             |                   | 7736   | WT   |